# Abel Blouet
Guillaume Abel Blouet (Passy, 6 ottobre 1795 – Parigi, 17 maggio 1853) è stato un architetto francese.

## Biografia
Blouet entrò all'École nationale supérieure des beaux-arts di Parigi nel 1814, allievo di Pierre-Jules Delespine , vinse nel 1821 il Prix de Rome e fu pensionnaire a Villa Medici dal 1821 al 1826. 
Nel 1828 fu chiamato a dirigere la sezione di architettura e di scultura della Expédition scientifique de Morée  durante la Campagna di Morea. In questo contesto localizzò, nel 1829, la posizione del Tempio di Zeus di Olimpia e fu tra i primi a lanciare il dibattito se la scultura greca antica fosse stata dipinta.
Nel 1831 fu incaricato di terminare l'Arco di Trionfo all'Étoile, inaugurata nel 1836.
Fece numerosi viaggi negli Stati Uniti, in Gran Bretagna e in Svizzera per studiare il sistema penitenziario di questi paesi. Nominato Ispettore generale delle prigioni nel 1839, nel 1840 progettò la Colonia penale di Mettray.
Nel 1846 divenne professore di teoria all'École nationale supérieure des beaux-arts, nel 1848 architetto del Castello di Fontainebleau, e in questa veste provvide, fino alla morte, a vari restauri.
A lui si deve anche un'edizione riveduta e integrata del Traité theorique et pratique de l'Art de Bâtir di Jean-Baptiste Rondelet pubblicata nel 1847.
Fu nominato cavaliere della Legion d'onore nel 1834 ed eletto membro dell'Académie des beaux-arts nel 1850.

## Principali pubblicazioni
- Restauration des thermes d'Antonin Caracalla, à Rome, présentée en 1826 et dédiée en 1827 à l'Académie des beaux-arts, 1828 (testo in Gallica.bnf.fr)
- Expédition scientifique de Morée, ordonnée par le gouvernement français. Architecture, sculptures, inscriptions et vues du Péloponnèse, des Cyclades et de l'Attique, mesurées, dessinées, recueillies et publiées par Abel Blouet, Amable Ravoisié, Achille Poirot, Félix Trézel et Frédéric de Gournay, ses collaborateurs, 3 volumes, 1831-1838 (testo in Gallica.bnf.fr)
- Projet de prison cellulaire pour 585 condamnés, précédé d'Observations sur le système pénitentiaire (testo in Gallica.bnf.fr)